# Первое сражение при Эль-Аламейне
Первое сражение при Эль-Аламейне — битва между войсками стран Оси (Германия и Италия) под командованием Эрвина Роммеля и силами союзников (Великобритания, Австралия, Новая Зеландия, Южно-Африканский Союз и Британская Индия) под командованием Клода Окинлека в ходе североафриканской кампании Второй мировой войны, произошедшая 1—27 июля 1942. В ходе сражения союзникам удалось остановить второе (и последнее) наступление сил Оси на Египет вблизи города Эль-Аламейн в 106 километрах от Александрии.

## Подготовка

### Отступление из Газалы
После поражения в Битве при Газале в июне 1942 года 8-я армия Великобритании начала отступление от Газалы к Мерса-Матруху в 160 километрах от египетской границы. 25 июня глава Ближневосточного командования генерал Клод Окинлек сменил Нила Ричи на посту командующего 8-й армией. Окинлек решил не устраивать сражение с Эрвином Роммелем при Мерса-Матрухе, поскольку эта позиция была открыта и уязвима с юга. Он повёл войска к городу Эль-Аламейну, который находился в 100 милях восточнее. Это место было выгодно для обороны: на 64 километра в сторону юга от Эль-Аламейна располагалась безводная впадина Каттара, которая исключала использование танков с южного фланга, а также уменьшала ширину фронта, требовавшего обороны.

### Битва при Мерса-Матрухе
Приказ о переходе к Эль-Аламейну вызвал путаницу в составе 10-го и 13-го корпусов, выбиравших между желанием нанести удар врагу и намерением не попасть в ловушку у Мерса-Матруха. Результатом этого стала плохая координация действий между двумя корпусами и их частями. 2-я новозеландская дивизия оказалась окружена 21-й танковой дивизией у Минкар-Каима, однако, 27 июня ей удалось без серьёзных потерь прорваться через окружение и присоединиться к остальной части 13-го корпуса на позиции близ Эль-Аламейна. Несогласованность действий привела к тому, что отступление 13-го корпуса открыла врагам южный фланг 10-го корпуса. В итоге 10-й корпус понёс тяжёлые потери, включая 29-ю пехотную бригаду, потерявшую значительную часть бойцов.

### Защита Эль-Аламейна
Окинлек создает надёжную защиту по всей линии Эль-Аламейна, расположив по краям линии свежие силы (1-ю южноафриканскую и 2-ю новозеландскую дивизии, не принимавшие участия в Битве при Газале), а также соорудив окопы для пехоты и артиллерийских орудий. К моменту прибытия сил Роммеля (30 июня) Окинлек присоединил к двум дивизиям на краях линии Эль-Аламейна 18-ю индийскую пехотную бригаду и 8-ю индийскую пехотную дивизию.

## Битва

Эль-Аламейн, июль 1942 года

1 июля в 03:00 войска Роммеля атаковали правый край союзников, но были отброшены назад 1-й южноафриканской дивизией. В 10:00 танковая армия «Африка» атаковала Дэйр-эль-Шейн. Индийская бригада весь день сдерживала атаки в безнадёжной попытке остановить продвижение противника, но к вечеру их позиции были заняты войсками Оси. Ожесточённое сопротивление индийской бригады дало время Окинлеку организовать оборону западной оконечности кряжа Рувейсат. Окинлек также послал 1-ю бронетанковую дивизию в направлении Дэйр-эль-Шейна, где она вступила в бой с 15-й танковой дивизией. К концу дня боёв Африканский корпус потерял 37 танков из 55 имеющихся. 90-я лёгкая пехотная дивизия двинулась на восток, но попала под артиллерийский огонь трёх южноафриканских бригад и была вынуждена окопаться.
Для снижения напряжённости на правом фланге и центре линии 3 июля Окинлек предпринял контратаку с позиции Каттары. Атака силами 2-й новозеландской дивизии при поддержке 5-й индийской дивизии и 7-й бронетанковой дивизии была направлена против северного фланга Роммеля. После трёх дней ожесточённых боёв союзникам удалось приблизиться к Дэйр-эль-Шейну. В течение этого времени Роммель решил перегруппировать истощённые войска и окопаться. Поле боя стало статичным: обеим армиям не удавалось достичь заметного прогресса.
В это время авиация союзников начала атаковать слабые места продовольственных поставок Роммеля, а мобильные колонны атаковали войска Оси с юга, внося путаницу в задних эшелонах противника. Из Италии резко сокращается количество поставок для Роммеля: 5000 тонн боеприпасов против 34 000 тонн в мае и 400 автомобилей против 2000 в мае. Союзнические войска же получают новую технику по плану.
10 июля Окинлек проводит атаку при Тель-эль-Эйсе, пленив более 1000 солдат противника. Контратака Роммеля заметных успехов не достигла. Войска союзников начали атаку у Рувейсата, проведя первую (14 июля) и вторую (21 июля) битвы при этом кряже. В целом, обе битвы оказались безуспешными, однако, 5-я индийская пехотная бригада уничтожила 24 танка немецкой 21-й дивизии.
Не желая упускать инициативу, Окинлек 27 июля предпринял две атаки. Первая на севере при Тель-эль-Эйсе оказалась неудачной. Вторая, у кряжа Митейрия, принесла огромные потери войскам союзников из-за не расчищенных минных полей и немецкой контратаки по пехоте британцев, оставленной без поддержки бронетехники.
8-я армия была истощена и 31 июля Окинлек отдал приказ об укреплении оборонительных позиций.

## Последствия
Сражение привело к патовой ситуации. Однако, союзники остановили продвижение Роммеля на Александрию. 8-я армия потеряла более 13 000 человек, но пленила более 7000 солдат противника и нанесла серьёзный урон бронетехнике Роммеля.